# Manga Kissa

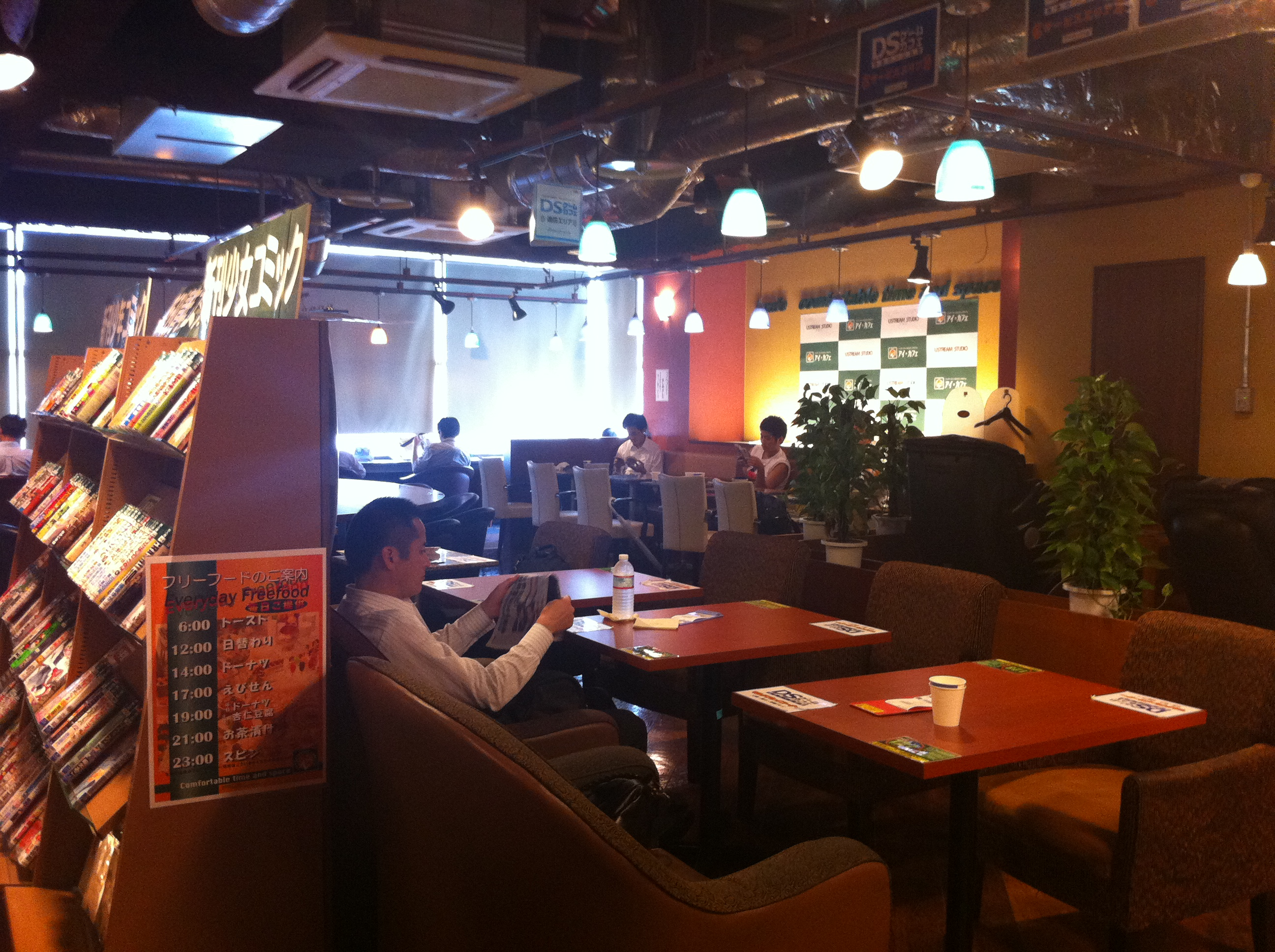
Manga Kissa in Tokio

Manga Kissa (jap. 漫画喫茶) oder Manga-Cafés sind Einrichtungen in Japan, die einer Mischung aus Café und Bibliothek ähneln. Sie bieten neben Manga zum Lesen vor Ort auch zahlreiche Annehmlichkeiten an, insbesondere Internetzugang, Multimediaunterhaltung und Spielkonsolen.

## Entwicklung
Die ersten Manga Kissa entstanden Ende der 1970er-Jahre nach dem Vorbild japanischer Kaffeehäuser, entweder auf der Insel Okinawa oder in der Stadt Nagoya. Ursprünglich waren sie kleine Cafés, in denen man neben einer Tasse Tee oder Kaffee zum Zeitvertreib Manga aus einem mehr oder weniger umfangreichen Sortiment auswählen konnte, und ähnelten damit den südkoreanischen Manhwabang.
Einen Boom erlebten die Manga Kissa ab dem Jahr 1997. Mit einer Erweiterung des Angebotes über Manga hinaus stieg z. B. alleine in Tokio ihre Zahl zwischen 1997 und 2000 von zwei auf etwa 100, und ihre Gesamtzahl in Japan betrug im Jahr 2000 etwa 200, mit einem Gesamtumsatz von 20 Milliarden Yen (etwa 135 Millionen Euro).

## Moderne Manga Kissa
Moderne Manga Kissa sind häufig in Großstädten zu finden und nehmen oft ganze Stockwerke in Hoch- oder Geschäftshäusern ein. Neben einem Sortiment von bis zu mehreren Zehntausend Manga werden meistens auch Internet-Zugang, DVD-Spieler und Spielkonsolen angeboten, teilweise stehen sogar Massagesessel, Duschen und Waschmaschinen zur Verfügung. Die Einrichtungen sind das ganze Jahr über rund um die Uhr geöffnet.
Bezahlt wird je nach Besuchsdauer, wobei der Tarif für die erste Stunde in der Regel 400 bis 600 Yen (etwa 3 bis 4,50 Euro) beträgt und danach in 15-Minuten-Schritten abgerechnet wird. Viele Manga Kissa bieten auch Pauschalpreise für die ganze Nacht an, die mit Tarifen zwischen 1.200 und 1.300 Yen (etwa 9 bis 10 Euro) deutlich billiger als die Übernachtungskosten in Kapselhotels oder Love Hotels sind.
Zu den größten Manga-Kissa-Ketten gehören „Gran Cyber Cafe“, „Manga GeraGera“ und „Manga Manboo“.

## Soziale Problematik
Manga Kissa haben rund um die Uhr geöffnet und es gibt meistens keine zeitliche Begrenzung für den Aufenthalt. Eine im Frühjahr 2007 in zehn Präfekturen durchgeführte Umfrage zeigte, dass etwa 80 % aller Manga Kissa Gäste mit auffällig langer Verweildauer haben, oft mehr als zehn gleichzeitig. Dazu gehören nicht nur reisende Geschäftsleute, die sich hohe Übernachtungskosten sparen wollen, sondern auch Geringverdiener, die sich keine eigene Wohnung leisten können, und Obdachlose. In Einzelfällen werden Manga Kissa über Jahre hinweg als Wohnungsersatz genutzt.
Das Geschäftsprinzip der Manga Kissa führt immer wieder zu Missbrauch:
- Der 33-jährige Obdachlose Kentaro Shimada machte im Jahr 2005 japanweit Schlagzeilen, als er nach einem fast zweimonatigen ununterbrochenen Aufenthalt in einem Manga Kissa in Nagaoka (vom 2. August bis zum 26. September) flüchten wollte, ohne seine inzwischen auf 520.000 Yen (etwa 3.500 Euro) angewachsene Rechnung zu bezahlen.[4]
- Im April 2006 wurde der 37-jährige Kiyoshi Ikeda verhaftet, als er nach einem 34-tägigen Daueraufenthalt in einem Manga Kissa in Gifu seine Rechnung in Höhe von 150.000 Yen (etwa 1.000 Euro) nicht bezahlen konnte.[5]

## Manga Kissa international
Ein nach japanischem Vorbild gestaltetes Manga-Café mit einem Bestand von etwa 8000 Titeln wurde am 22. Juli 2006 in der französischen Hauptstadt Paris eröffnet. Auch Düsseldorfs Japantown weist ein Manga Kissa auf.